# Alexis García
Alexis García (Quibdó, Chocó, 21 de julio de 1960) es un exfutbolista, comentarista deportivo y director técnico colombiano. Actualmente es agente libre.

## Presencia en los medios
Ocasionalmente es comentarista en el Gol Caracol. Durante algún tiempo fue panelista en el programa Fox Radio Colombia.

## Como jugador
En sus inicios como futbolista, gracias a su talento, fue convocado a la Selección de Antioquia, con la que ganó tres títulos nacionales.
Para el año 1980 se convierte en futbolista profesional, jugando para el Once Caldas, donde durante 7 temporadas se destacó disputando 266 encuentros, siendo el decimocuarto jugador con más presencias en el blanco-blanco.
A finales del mes de diciembre de 1986, ficha para el Atlético Nacional; siendo pieza fundamental del equipo que obtuvo el título de la Copa Libertadores de 1989. Se retira de la actividad profesional en la temporada 1998 siendo el jugador con más partidos disputados (539) en el club verdolaga.

## Selección nacional

### Participaciones enCopas América
| Torneo                 | Sede                   | Resultado              | PJ | GA | Asis |
| ---------------------- | ---------------------- | ---------------------- | -- | -- | ---- |
| Copa América 1989      | Brasil                 | Fase de grupos         | 2  | 0  | 0    |
| Copa América 1991      | Chile                  | Cuarto lugar           | 2  | 0  | 0    |
| Copa América 1993      | Ecuador                | Tercer lugar           | 3  | 0  | 0    |
| Total en Copas América | Total en Copas América | Total en Copas América | 7  | 0  | 0    |

### Participaciones enEliminatorias al Mundial
| Eliminatoria                      | Sede del Mundial | Posición              | Resultado   | PJ | GA | Asis |
| --------------------------------- | ---------------- | --------------------- | ----------- | -- | -- | ---- |
| Eliminatorias Mundial de USA 1994 | Estados Unidos   | 1°lugar 10pts Grupo A | Clasificado | 1  | 0  | 0    |

### Participaciones enJuegos Olímpicos
| Torneo                   | Sede                   | Resultado      | PJ | GA | Asis |
| ------------------------ | ---------------------- | -------------- | -- | -- | ---- |
| Juegos Olímpicos de 1980 | Moscú, Unión Soviética | Fase de grupos | 3  | 0  | 0    |

### Goles internacionales
| # | Fecha     | Lugar                               | Rival          | Gol | Resultado | Competición |
| - | --------- | ----------------------------------- | -------------- | --- | --------- | ----------- |
| 1 | 8-5-1993  | Miami Orange Bowl, Colombia         | Estados Unidos | 2–1 | 2–1       | Amistoso    |
| 2 | 21-5-1993 | Nemesio Camacho El Campín, Colombia | Venezuela      | 1–0 | 1–1       | Amistoso    |

## Como entrenador

#### Once Caldas y Atlético Bucaramanga
Su gestión como Director Técnico inició en 1999 al frente del Once Caldas. Sin embargo, sus irregulares resultados durante la temporada (incluida una eliminación en primera ronda de la Copa Libertadores), propiciaron su no continuidad para el siguiente torneo. 
Dos años después, el Maestro asume el banco técnico del Atlético Bucaramanga; clasificando a los cuadrangulares semifinales del Torneo Apertura 2002. 

#### Atlético Nacional
Posteriormente, para el segundo semestre de 2002, García toma las riendas del club Atlético Nacional. Equipo que conduce hasta la final de la Copa Sudamericana de ese año, en la que fue derrotado por el San Lorenzo de Argentina. No obstante, los malos resultados obtenidos en el Torneo Apertura 2003, llevaron a su despido.

#### Centauros Villavicencio
El día 9 de septiembre de 2003 fue confirmado como entrenador del Centauros Villavicencio con gran expectativa, aunque no se cumplirían las expectativas y el club terminó descendiendo a la segunda división en noviembre de ese mismo año.

"En la última jornada todo fue normal. Este descenso no se dio en las últimas fechas. El equipo descendió desde mitad de año, por una serie de errores administrativos y económicos, salieron once jugadores... Aquí no cabe echarle la culpa a otras cosas". Alexis García.

#### La Equidad
Desde 2006 y por siete años el Maestro dirigió a La Equidad, club bogotano, con el que alcanzó el ascenso a la máxima categoría profesional, en su primer año al mando. A partir de allí, destacó por sus grandes campañas, como la disputa de tres finales: Torneo Finalización 2007; Torneo Apertura 2010 y Torneo Apertura 2011. También se consagró campeón de la Copa Colombia 2008. Y para redondear su gran paso por el equipo asegurador, García lo clasificó a tres ediciones de la Copa Sudamericana: 2009 (primera fase); 2011 (segunda fase) y 2012 (primera fase).

#### Otros clubes
Para el Torneo Apertura 2013, en medio de una gran expectativa, el Maestro se hace cargo del Atlético Junior. Sin embargo, el día 4 de junio la mala campaña durante todo el torneo, y el mal ambiente en torno al equipo, hicieron insostenible su permanencia.
García también ha dirigido a los equipos: Fortaleza CEIF (con el que descendió en el torneo finalización 2014) y Deportivo Pereira sin éxito. En marzo de 2016, García asume el banco técnico de Independiente Santa Fe. No obstante, sale a los pocos meses debido a los malos resultados.

#### Deportivo Pasto
En 2019, el Maestro conduce al club  Deportivo Pasto a la final del Torneo Apertura; pero es derrotado por el Atlético Junior.

#### Segunda etapa en La Equidad
En diciembre de 2019 regresa a La Equidad con miras a dirigir en la temporada 2020.
En la segunda fecha del cuadrangular semifinal por el Torneo Apertura 2022 enfrentando al Envigado FC, García alcanzó los 500 partidos al mando de La Equidad. El 22 de febrero de 2025 fue retirado de la dirección técnica de La Equidad, luego de su derrota 0-1 frente a Boyacá Chicó, completando 9 partidos sin poder ganar.

#### Unión Magdalena
Semanas después de haber salido de La Equidad en su segundo ciclo, el 13 de marzo de 2025 fue oficializado como nuevo técnico del Unión Magdalena ante la renuncia de Jorge Luis Pinto.

## Estadísticas como jugador
| Club                         | Div.                | Temporada           | Liga  | Liga  | Copas | Copas | Internacional | Internacional | Total | Total |
| Club                         | Div.                | Temporada           | Part. | Goles | Part. | Goles | Part.         | Goles         | Part. | Goles |
| ---------------------------- | ------------------- | ------------------- | ----- | ----- | ----- | ----- | ------------- | ------------- | ----- | ----- |
| Once Caldas · Colombia       | 1.ª                 | 1980                |       |       | -     | -     | -             | -             |       |       |
| Once Caldas · Colombia       | 1.ª                 | 1981                |       |       | -     | -     | -             | -             |       |       |
| Once Caldas · Colombia       | 1.ª                 | 1982                |       |       | -     | -     | -             | -             |       |       |
| Once Caldas · Colombia       | 1.ª                 | 1983                |       |       | -     | -     | -             | -             |       |       |
| Once Caldas · Colombia       | 1.ª                 | 1984                |       |       | -     | -     | -             | -             |       |       |
| Once Caldas · Colombia       | 1.ª                 | 1985                |       |       | -     | -     | -             | -             |       |       |
| Once Caldas · Colombia       | 1.ª                 | 1986                |       |       | -     | -     | -             | -             |       |       |
| Once Caldas · Colombia       | Total club          | Total club          | 266   | 18    | 0     | 0     | 0             | 0             | 266   | 18    |
| Atlético Nacional · Colombia | 1.ª                 | 1987                |       |       | -     | -     | -             | -             |       |       |
| Atlético Nacional · Colombia | 1.ª                 | 1988                |       |       | -     | -     | -             | -             |       |       |
| Atlético Nacional · Colombia | 1.ª                 | 1988                |       |       | -     | -     | -             | -             |       |       |
| Atlético Nacional · Colombia | 1.ª                 | 1989                |       |       | -     | -     |               | 1             |       |       |
| Atlético Nacional · Colombia | 1.ª                 | 1990                |       |       | -     | -     |               | 0             |       |       |
| Atlético Nacional · Colombia | 1.ª                 | 1991                |       |       | -     | -     |               | 0             |       |       |
| Atlético Nacional · Colombia | 1.ª                 | 1992                |       |       | -     | -     |               | 2             |       |       |
| Atlético Nacional · Colombia | 1.ª                 | 1993                |       |       | -     | -     |               | 2             |       |       |
| Atlético Nacional · Colombia | 1.ª                 | 1994                |       |       | -     | -     | -             | -             |       |       |
| Atlético Nacional · Colombia | 1.ª                 | A-1995              |       |       | -     | -     |               | 1             |       |       |
| Atlético Nacional · Colombia | 1.ª                 | 1995-96             |       |       | -     | -     | -             | -             |       |       |
| Atlético Nacional · Colombia | 1.ª                 | 1996-97             |       |       | -     | -     | -             | -             |       |       |
| Atlético Nacional · Colombia | Total club          | Total club          | 447   | 57    | 0     | 0     | 92            | 6             | 539   | 63    |
| Total en su carrera          | Total en su carrera | Total en su carrera | 713   | 75    | 0     | 0     | 92            | 6             | 805   | 81    |

### Selección Colombia
| Selección                | Año                      | Partidos | Goles |
| ------------------------ | ------------------------ | -------- | ----- |
| Olímpica                 | 1980-87                  | 8        | 1     |
| Olímpica                 | Total                    | 8        | 1     |
| Absoluta                 | 1988                     | 6        | 0     |
| Absoluta                 | 1989                     | 6        | 0     |
| Absoluta                 | 1990                     | 2        | 0     |
| Absoluta                 | 1991                     | 4        | 0     |
| Absoluta                 | 1993                     | 7        | 2     |
| Absoluta                 | 1994                     | 0        | 0     |
| Absoluta                 | Total                    | 25       | 2     |
| Total Selección Colombia | Total Selección Colombia | 33       | 3     |

### Consolidado total
| Competición            | Partidos | Goles | Frecuencia |
| ---------------------- | -------- | ----- | ---------- |
| Primera División       | 713      | 75    | 0,11       |
| Copa Libertadores      | 61       | 5     | 0,04       |
| Supercopa Sudamericana | 26       | 1     | 0,03       |
| Copa Interamericana    | 3        | 0     | 0          |
| Recopa Sudamericana    | 1        | 0     | 0          |
| Copa Intercontinental  | 1        | 0     | 0          |
| Selección Absoluta     | 25       | 2     | 0,08       |
| Selección Olímpica     | 8        | 1     | 0,12       |
| Consolidado Total      | 838      | 84    | 0,10       |

## Estadísticas como entrenador
| Once Caldas · Colombia             | 1ª                  | 1999                | 50  | 17  | 22  | 11  | -   | -  | -  | -  | 6  | 2  | 1 | 3  | 56  | 19  | 23  | 14  | 47.62% |
| Once Caldas · Colombia             | Total               | Total               | 50  | 17  | 22  | 11  | 0   | 0  | 0  | 0  | 6  | 2  | 1 | 3  | 56  | 19  | 23  | 14  | 47.62% |
| Deportivo Pereira · Colombia       | 1ª                  | 2001                | 16  | 6   | 4   | 6   | -   | -  | -  | -  | -  | -  | - | -  | 16  | 6   | 4   | 6   | 45.83% |
| Deportivo Pereira · Colombia       | Total               | Total               | 16  | 6   | 4   | 6   | 0   | 0  | 0  | 0  | 0  | 0  | 0 | 0  | 16  | 6   | 4   | 6   | 45.83% |
| Atlético Bucaramanga · Colombia    | 1ª                  | 2002                | 28  | 8   | 9   | 11  | -   | -  | -  | -  | -  | -  | - | -  | 28  | 8   | 9   | 11  | 39.28% |
| Atlético Bucaramanga · Colombia    | Total               | Total               | 28  | 8   | 9   | 11  | 0   | 0  | 0  | 0  | 0  | 0  | 0 | 0  | 28  | 8   | 9   | 11  | 39.28% |
| Atlético Nacional · Colombia       | 1ª                  | 2002                | 25  | 9   | 10  | 6   | -   | -  | -  | -  | 8  | 6  | 1 | 1  | 33  | 15  | 11  | 7   | 56.56% |
| Atlético Nacional · Colombia       | 1ª                  | 2003                | 17  | 6   | 2   | 9   | -   | -  | -  | -  | -  | -  | - | -  | 17  | 6   | 2   | 9   | 39.21% |
| Atlético Nacional · Colombia       | Total               | Total               | 42  | 15  | 12  | 15  | 0   | 0  | 0  | 0  | 8  | 6  | 1 | 1  | 50  | 21  | 13  | 16  | 79.17% |
| Centauros Villavicencio · Colombia | 1ª                  | 2003                | 11  | 1   | 4   | 6   | -   | -  | -  | -  | -  | -  | - | -  | 11  | 1   | 4   | 6   | 21.21% |
| Centauros Villavicencio · Colombia | Total               | Total               | 11  | 1   | 4   | 6   | 0   | 0  | 0  | 0  | 0  | 0  | 0 | 0  | 11  | 1   | 4   | 6   | 21.21% |
| La Equidad · Colombia              | 2ª                  | 2006                | 48  | 27  | 13  | 8   | -   | -  | -  | -  | -  | -  | - | -  | 48  | 27  | 13  | 8   | 65.28% |
| La Equidad · Colombia              | 1ª                  | 2007                | 44  | 15  | 15  | 14  | -   | -  | -  | -  | -  | -  | - | -  | 44  | 15  | 15  | 14  | 45.45% |
| La Equidad · Colombia              | 1ª                  | 2008                | 48  | 21  | 13  | 14  | 18  | 9  | 8  | 1  | -  | -  | - | -  | 66  | 30  | 21  | 15  | 56.06% |
| La Equidad · Colombia              | 1ª                  | 2009                | 42  | 12  | 19  | 11  | 10  | 4  | 4  | 2  | 2  | 0  | 1 | 1  | 54  | 16  | 24  | 14  | 44.44% |
| La Equidad · Colombia              | 1ª                  | 2010                | 46  | 19  | 12  | 15  | 16  | 9  | 2  | 5  | -  | -  | - | -  | 62  | 28  | 14  | 20  | 52.69% |
| La Equidad · Colombia              | 1ª                  | 2011                | 42  | 14  | 14  | 14  | 10  | 3  | 5  | 2  | 4  | 2  | 0 | 2  | 56  | 19  | 19  | 18  | 45.24% |
| La Equidad · Colombia              | 1ª                  | 2012                | 48  | 20  | 15  | 13  | 12  | 5  | 5  | 2  | 2  | 0  | 0 | 2  | 62  | 25  | 20  | 17  | 51.07% |
| Junior · Colombia                  | 1ª                  | 2013                | 18  | 6   | 4   | 8   | 10  | 4  | 6  | 0  | -  | -  | - | -  | 28  | 10  | 10  | 8   | 47.61% |
| Junior · Colombia                  | Total               | Total               | 18  | 6   | 4   | 8   | 10  | 4  | 6  | 0  | 0  | 0  | 0 | 0  | 28  | 10  | 10  | 8   | 47.61% |
| Fortaleza CEIF · Colombia          | 1ª                  | 2014                | 27  | 7   | 10  | 10  | 6   | 2  | 1  | 3  | -  | -  | - | -  | 33  | 9   | 11  | 13  | 38.38% |
| Fortaleza CEIF · Colombia          | Total               | Total               | 27  | 7   | 10  | 10  | 6   | 2  | 1  | 3  | 0  | 0  | 0 | 0  | 33  | 9   | 11  | 13  | 38.38% |
| Santa Fe · Colombia                | 1ª                  | 2016                | 18  | 11  | 2   | 5   | -   | -  | -  | -  | 2  | 0  | 1 | 1  | 20  | 11  | 3   | 6   | 60%    |
| Santa Fe · Colombia                | Total               | Total               | 18  | 11  | 2   | 5   | 0   | 0  | 0  | 0  | 2  | 0  | 1 | 1  | 20  | 11  | 3   | 6   | 60%    |
| Deportivo Pasto · Colombia         | 1ª                  | 2019                | 39  | 15  | 14  | 10  | 10  | 6  | 1  | 3  | -  | -  | - | -  | 49  | 21  | 15  | 13  | 53.06% |
| Deportivo Pasto · Colombia         | Total               | Total               | 39  | 15  | 14  | 10  | 10  | 6  | 1  | 3  | 0  | 0  | 0 | 0  | 49  | 21  | 15  | 13  | 53.06% |
| La Equidad · Colombia              | 1ª                  | 2020                | 24  | 10  | 7   | 7   | 2   | 0  | 0  | 2  | -  | -  | - | -  | 26  | 10  | 7   | 9   | 47.43% |
| La Equidad · Colombia              | 1ª                  | 2021                | 42  | 15  | 15  | 12  | 4   | 1  | 2  | 1  | 8  | 3  | 1 | 4  | 54  | 19  | 18  | 17  | 46.3%  |
| La Equidad · Colombia              | 1ª                  | 2022                | 46  | 16  | 19  | 11  | 4   | 1  | 3  | 0  | 2  | 0  | 1 | 1  | 52  | 17  | 23  | 12  | 47.43% |
| La Equidad · Colombia              | 1ª                  | 2023                | 40  | 10  | 22  | 8   | 2   | 1  | 0  | 1  | -  | -  | - | -  | 42  | 11  | 22  | 9   | 43.65% |
| La Equidad · Colombia              | 1ª                  | 2024                | 44  | 14  | 13  | 17  | 2   | 0  | 1  | 1  | -  | -  | - | -  | 46  | 14  | 14  | 18  | 40.57% |
| La Equidad · Colombia              | 1ª                  | 2025                | 6   | 0   | 2   | 4   | -   | -  | -  | -  | -  | -  | - | -  | 6   | 0   | 2   | 4   | 11.11% |
| La Equidad · Colombia              | Total               | Total               | 520 | 193 | 179 | 148 | 80  | 33 | 30 | 17 | 18 | 5  | 3 | 10 | 618 | 231 | 212 | 175 | 49.19% |
| Unión Magdalena · Colombia         | 1ª                  | 2025                |     |     |     |     |     |    |    |    |    |    |   |    |     |     |     |     |        |
| Unión Magdalena · Colombia         | Total               |                     |     |     |     |     |     |    |    |    |    |    |   |    |     |     |     |     |        |
| Total en su carrera                | Total en su carrera | Total en su carrera | 769 | 279 | 260 | 230 | 106 | 45 | 38 | 23 | 34 | 13 | 6 | 15 | 909 | 337 | 304 | 268 | 47.98% |
| 1. 2.                              |                     |                     |     |     |     |     |     |    |    |    |    |    |   |    |     |     |     |     |        |

### Resumen por competencias
| Torneo              | PJ  | PG  | PE  | PP  | Ef%    | Mejor Resultado       |
| ------------------- | --- | --- | --- | --- | ------ | --------------------- |
| Categoría Primera A | 721 | 252 | 247 | 222 | 46.37% | Cuatro Subcampeonatos |
| Categoría Primera B | 48  | 27  | 13  | 8   | 65%    | Campeón               |
| Copa Colombia       | 106 | 45  | 38  | 23  | 54.4%  | Campeón               |
| Copa Libertadores   | 8   | 2   | 2   | 4   | 33.33% | Fase de grupos        |
| Copa Sudamericana   | 26  | 11  | 4   | 11  | 47.44% | Subcampeón            |
| Consolidado total   | 909 | 337 | 304 | 268 | 47.98% | Dos títulos           |

## Palmarés

### Como futbolista

#### Campeonatos nacionales
| Título                | Club              | País     | Año  |
| --------------------- | ----------------- | -------- | ---- |
| Campeonato colombiano | Atlético Nacional | Colombia | 1991 |
| Campeonato colombiano | Atlético Nacional | Colombia | 1994 |

#### Copas internacionales
| Título              | Club              | País     | Año  |
| ------------------- | ----------------- | -------- | ---- |
| Copa Libertadores   | Atlético Nacional | Colombia | 1989 |
| Copa Interamericana | Atlético Nacional | Colombia | 1990 |
| Copa Interamericana | Atlético Nacional | Colombia | 1997 |

### Como entrenador
| Título        | Club       | País     | Año  |
| ------------- | ---------- | -------- | ---- |
| Primera B     | La Equidad | Colombia | 2006 |
| Copa Colombia | La Equidad | Colombia | 2008 |